# Clémence de Hongrie
Titre
Reine de France et de Navarre
19 août 1315 – 5 juin 1316
(9 mois et 17 jours)
Clémence de Hongrie (née en 1293 - morte le 13 octobre 1328 à Paris), reine de France et reine consort de Navarre, est la fille de Charles-Martel d'Anjou, roi de Hongrie, et de Clémence de Habsbourg, fille de l'empereur Rodolphe Ier.

## Biographie

### Reine de France
Surnommée Clémence l'orpheline, car ses parents sont morts de la peste alors qu'elle avait deux ans, elle est élevée par sa grand-mère Marie de Hongrie, fille du roi Étienne V de Hongrie. Elle est la nièce du comte Charles de Valois qui épouse, en premières noces, Marguerite d'Anjou-Sicile, sœur de son père.
Après que son épouse Marguerite de Bourgogne a été convaincue d'adultère et enfermée à la prison de Château-Gaillard en avril 1314, le roi de France Louis X le Hutin se met à la recherche d'une nouvelle épouse. Son oncle Charles de Valois propose sa nièce Clémence de Hongrie. Hugues de Bouville, chambellan du précédent roi Philippe IV le Bel, est chargé d'aller la chercher à Naples, à la cour de Robert Ier, oncle de Clémence de Hongrie. Il est chargé de cette ambassade le 12 décembre 1314, part de Paris le 16 décembre et revient en France le 8 août 1315 accompagné de la princesse. Marguerite de Bourgogne meurt, fort opportunément pour son infortuné mari, le 30 avril 1315 ; le mariage peut ainsi être célébré le 19 août 1315. Clémence est couronnée avec le roi à Reims, le 24 du même mois.

### Reine douairière
Veuve en juin 1316, elle met au monde en novembre 1316 un fils, Jean Ier le Posthume, qui ne vécut que quatre jours. Après le décès de son époux et la perte de son enfant, ses facultés mentales semblent avoir été atteintes ; elle devient prodigue, dilapide la fortune accordée par Louis X (spécialement des demeures royales), s'endette très rapidement, au point d'être rappelée à l'ordre par le pape Jean XXII.
Clémence quitte la cour pour Avignon, puis en 1318, elle entre au couvent des dominicaines d'Aix-en-Provence. Quelques années plus tard, elle rentre à Paris où elle meurt, le 13 octobre 1328, à l'âge de trente-cinq ans. Elle est inhumée le 15 octobre au couvent des Jacobins, son cœur est enterré au couvent des dominicaines.

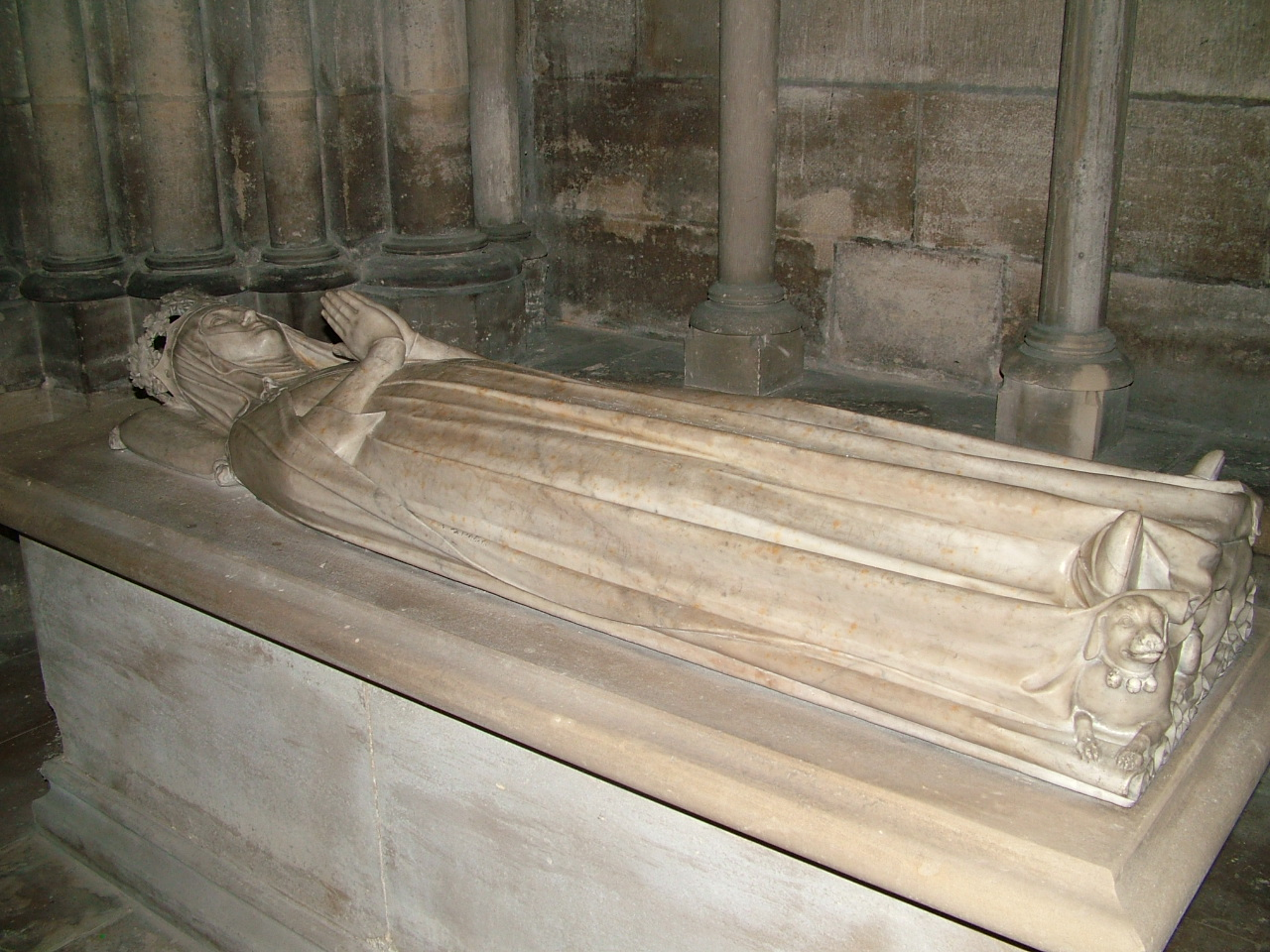
Gisant de Clémence de Hongrie dans la nécropole royale de la basilique de Saint-Denis.

## Œuvres de fiction
Clémence de Hongrie est l'un des personnages de la série romanesque Les Rois maudits, rédigée par Maurice Druon entre 1955 et 1966 (en particulier les tomes 3 et 4).
Son rôle est interprété par :
- Monique Lejeune, dans la mini-série Les Rois maudits (1972)
- Serena Autieri, dans la mini-série Les Rois maudits (2005)